# Tour della nazionale maschile di rugby a 15 dell'Australia 1963
Nel 1963 la nazionale australiana di rugby union si reca in tour in Australia. Due successi su 4 match, permettono ai Wallabies di pareggiare la serie.

## Risultati principali
Sistema di punteggio: meta = 3 punti, Trasformazione=2 punti. Punizione e calcio da mark=  3 punti. drop = 3 punti. 
| Arbitro: | Edwin Hofmeyr |

|                                                   |           |  |
| mete: Bedford, Cilliers trasf.: Oxlee c.p.: Oxlee | Marcatori |  |

| Arbitro: | Pieter Myburgh |

| |            | |
| 1 di mischia trasf.: Oxlee c.p.: Drop: | Marcatori  | mete: Boyce c.p.:Casey Drop:Hawthorne |
| 15.Lionel Wilson, 14.Jannie Engelbrecht, 13.John Gainsford, 12.Wang Wyness, 11.Mannetjie Roux, 10.Keith Oxlee, 9.Piet Uys, 8.Doug Hopwood, 7.Tommy Bedford, 6.Lofty Nel, 5.Avril Malan, 4.Stompie van der Merwe, 3.Dick Putter, 2.Abie Malan (c), 1.Fanie Kuhn | Formazioni | 15.Terry Casey, 14.Dick Marks, 13.Beres Ellwood, 12.Ian Moutray, 11.Jim Boyce, 10.Phil Hawthorne, 9.Ken Catchpole, 8.John O'Gorman, 7.Greg Davis, 6.Jules Guerassimoff, 5.Peter Crittle, 4.Rob Heming, 3.John Thornett (c), 2.Peter Johnson, 1.Jon White |

| Arbitro: | Pieter Myburgh |

| |            | |
| c.p.: Smith 3 | Marcatori  | mete: Williams trasf.: Casey c.p.: Casey Drop: Casey |
| 15.Lionel Wilson, 14.Jannie Engelbrecht, 13.John Gainsford, 12.Dave Stewart, 11.Gert Cilliers, 10.Norman Riley, 9.Nelie Smith, 8.Poens Prinsloo, 7.Tommy Bedford, 6.Haas Schoeman, 5.Avril Malan (c), 4.Stompie van der Merwe, 3.Hannes Marais, 2.Ronnie Hill, 1.Fanie Kuhn | Formazioni | 15.Terry Casey, 14.John Williams, 13.Beres Ellwood, 12.Dick Marks, 11.Jim Boyce, 10.Phil Hawthorne, 9.Ken Catchpole, 8.John O'Gorman, 7.Greg Davis, 6.Jules Guerassimoff, 5.Peter Crittle, 4.Rob Heming, 3.John Thornett (c), 2.Peter Johnson, 1.Jon White |

| Springs 17 agosto 1963 | Junior Springboks | 12 – 5 | Australia |  |

| Arbitro: | Pieter Myburgh |

| |            | |
| mete: Gainsford, Malan Naude trasf.: Oxlee 2 c.p.: Naude, Oxlee 2 | Marcatori  | c.p.: Casey Drop: Hawthorne |
| 15.Team, 14.Lionel Wilson, 13.Gert Cilliers, 12.John Gainsford, 11.Dave Stewart, 10.Corra Dirksen, 9.Keith Oxlee, 8.Tommy Bedford, 7.Haas Schoeman, 6.Tiny Naude, 5.Stompie van der Merwe, 4.Dick Putter, 3.Abie Malan (c), 2.Mof Myburgh, 1.Nelie Smith | Formazioni | Team, 15.Terry Casey, 14.John Williams, 13.Beres Ellwood, 12.Dick Marks, 11.Jim Boyce, 10.Phil Hawthorne, 7.Greg Davis, 6.Jules Guerassimoff, 5.Peter Crittle, 4.Rob Heming, 3.John Thornett (c), 2.Peter Johnson, 1.Jon White, 9.Ken Catchpole |